# ديفيد كوبيلان
ديفيد كوبيلان (بالإسبانية: David Cubillán)‏ مواليد 27 يوليو 1987 في ماراكايبو، هو لاعب كرة سلة فنزويلي. بدأ مسيرته الاحترافية في سنة 2010. يلعب مع تروتاموندوس دي كارابوبو في الدوري الفنزويلي لكرة السلة كلاعب هجوم خلفي. يحمل الرقم 8. يبلغ طوله 6 قدم 0 بوصة (1.8 م). مثّل منتخب بلاده. شارك في دورة الألعاب الأولمبية الصيفية سنة 2016. حقق المركز الأول في بطولة أمم الأمريكتين لكرة السلة 2015.

## سجل المنافسة
شارك في المنافسات التالية:
- الألعاب الأولمبية الصيفية 2016
- بطولة أمم الأمريكتين لكرة السلة 2013
- بطولة أمم الأمريكتين لكرة السلة 2015

## الميداليات
| الميدالية | المسابقة                             |
| --------- | ------------------------------------ |
| ذهبية     | بطولة أمم الأمريكتين لكرة السلة 2015 |

## روابط خارجية
- ديفيد كوبيلان على موقع الاتحاد الدولي لكرة السلة (الإنجليزية)
- ديفيد كوبيلان على موقع كرة السلة الأوروبية.كوم (الإنجليزية)
- ديفيد كوبيلان على موقع كلية كرة السلة في سبورتس رفرنس.كوم (الإنجليزية)
- ديفيد كوبيلان على موقع ريلجم (الإنجليزية)
- ديفيد كوبيلان على موقع بروبوليرز (الإنجليزية)
- ديفيد كوبيلان على موقع سبورتس رفرنس (الإنجليزية)
- ديفيد كوبيلان على موقع أوليمبيديا (الإنجليزية)